# Первомайский сельсовет (Гродненская область)
Первомайский сельсовет (бел. Першамайскі сельсавет) — административная единица на территории Щучинского района Гродненской области Беларуси. Административный центр — агрогородок Першемайск.

## История
30 декабря 2014 года из сельсовета были исключены деревни Войниловцы, Стародворцы, Старый Двор и переданы в состав Василишковского сельсовета.

## Состав
Первомайский сельсовет включает 44 населённых пункта:
- Беньки — деревня.
- Вензовщина — деревня.
- Воробьи — деревня.
- Гайковцы — деревня.
- Глушни — деревня.
- Гонельки — деревня.
- Довбенки — деревня.
- Дудки — деревня.
- Жалабы — деревня.
- Залешаны — деревня.
- Замостяны — деревня.
- Замошье — деревня.
- Зеняпиши — деревня.
- Зуброво — деревня.
- Казацкие — деревня.
- Кудерки — деревня.
- Кулеши — деревня.
- Курпи — деревня.
- Микулишки — деревня.
- Мотыли — деревня.
- Нелюбовцы — деревня.
- Новые Поддубы — деревня.
- Першемайск — агрогородок.
- Переходы — деревня.
- Петрошишки — деревня.
- Петюлевцы — деревня.
- Плянта — деревня.
- Погорелец — деревня.
- Подгалишки — деревня.
- Полуяновцы — деревня.
- Риски — деревня.
- Романово — деревня.
- Скорбы — деревня.
- Старые Поддубы — деревня.
- Стрелки — деревня.
- Таболичи — деревня.
- Угольники — деревня.
- Ходилони — деревня.
- Шемяки — деревня.
- Шестаковцы — деревня.
- Юшковцы — деревня.

## Культура
- Кулешовская сельская библиотека-музей сельского быта в деревне Кулеши
- Историко - краеведческий музей в агрогородке Першемайск

## Достопримечательность
- Храм в честь Покрова Пресвятой Богородицы в агрогородке Першемайск